# 1993 GA
1993 GA är en asteroid i huvudbältet som upptäcktes 2 april 1993 av den båda amerikanska astronomerna Thomas J. Balonek och M. Stockmaster vid Kitt Peak-observatoriet.